# Melogale moschata
Blaireau-furet de Chine
Espèce
Statut de conservation UICN

 LC  : Préoccupation mineure
Le Blaireau-furet de Chine (Melogale moschata) est une espèce de mammifères carnivores de la famille des Mustélidés. C'est un blaireau-furet que l'on rencontre abondamment dans l'est de l'Asie, bien qu'il y soit encore parfois chassé pour sa chair ou sa fourrure.
Cette espèce a été décrite pour la première fois en 1831 par le zoologiste britannique John Edward Gray (1800-1875).

## Dénominations
- Nom scientifique : Melogale moschata  (Gray, 1831)[2]
- Nom vulgaire (vulgarisation scientifique) recommandé ou typique en français : Blaireau-furet de Chine[3],[4]

## Description
Le Blaireau-furet de Chine mesure de 30 à 40 cm pour un poids de 1 à 3 kg. Son corps est élancé. Son pelage est court. Son dos varie du brun-chocolat foncé, au fauve ou au brun-gris. Son ventre varie du blanc à l'orangé. Le dessus de sa tête est noir avec une tache frontale blanche et une autre de même couleur au milieu du crâne. Ses oreilles sont grandes. Sa queue est longue et touffue.
Ce blaireau-furet est essentiellement nocturne. Son territoire varie entre 4 et 9 ha. Il se nourrit de petits animaux dont des insectes, des vers de terre, des escargots, des grenouilles et parfois de fruits. Il se réfugie dans des terriers.

## Distribution

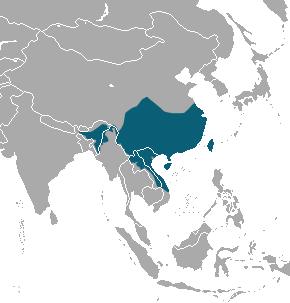
Aire de répartition de Melogale moschata

Cette espèce se rencontre en Birmanie, dans le sud de la Chine, en Inde, au Laos, à Taïwan et au Viêt Nam.

## Liste des sous-espèces
Selon Mammal Species of the World (version 3, 2005)  (10 juillet 2013) et Catalogue of Life (10 juillet 2013) :
- sous-espèce Melogale moschata ferreogrisea (Hilzheimer, 1905)
- sous-espèce Melogale moschata hainanensis Zheng & Xu, 1983
- sous-espèce Melogale moschata millsi (Thomas, 1922)
- sous-espèce Melogale moschata moschata (Gray, 1831)
- sous-espèce Melogale moschata sorella (G. M. Allen, 1929)
- sous-espèce Melogale moschata subaurantiaca (Swinhoe, 1862)
- sous-espèce Melogale moschata taxilla (Thomas, 1925)